# Cisai-Saint-Aubin
Cisai-Saint-Aubin är en kommun i departementet Orne i regionen Normandie i nordvästra Frankrike. Kommunen ligger i kantonen Gacé som tillhör arrondissementet Argentan. År 2022 hade Cisai-Saint-Aubin 181 invånare.

## Befolkningsutveckling
Antalet invånare i kommunen Cisai-Saint-Aubin
| Referens: INSEE |